# أنخيل باتريك
أنخيل باتريك (بالإسبانية: Angel Patrick)‏ (27 فبراير 1992 بنما بنما - ) هو لاعب كرة قدم بنمي يلعب كمدافع.

## روابط خارجية
- أنخيل باتريك على موقع قاعدة بيانات كرة القدم.إي يو (الإنجليزية)
- أنخيل باتريك على موقع ناشيونال فوتبول تيمز (الإنجليزية)
- أنخيل باتريك على موقع Soccerway.com (الإنجليزية)
- أنخيل باتريك على موقع AS.com (الإسبانية)